# Marcin Król
Marcin Król (* um 1422 in Żurawica bei Przemyśl, Polen; † 1460 in Krakau) war ein polnischer Arzt und Astronom. Er war einer der Wegbereiter des Humanismus in Polen-Litauen.

## Leben
Król hatte ab 1438 an der Krakauer Akademie die freien Künste studiert. Ab etwa 1445 war er Magister und lehrte Mathematik und Astronomie in Krakau. Kardinal Zbigniew Oleśnicki ermöglichte ihm weitere Studien in Prag, Leipzig, Padua und Bologna, wo er ab 1448 auch Mathematik und Astronomie lehrte. Seit 1449 war er auch Doktor der Medizin. Danach ging er an den ungarischen Königshof. Nach 1450 holten ihn Zbigniew Olesnicki und Jan Długosz wieder zurück nach Krakau, wo er Professor für Mathematik und Astronomie an der Krakauer Akademie wurde. Daneben war er auch Leibarzt der Krakauer Bischöfe. Er unterhielt regen Austausch mit Regiomontanus und Georg von Peurbach. Sein Erbe vermachte er der Krakauer Akademie.